# Oldman moszkitó király
Oldman a moszkitó nép királya volt az 1650-es évektől haláláig, 1687-ig. 

## Élete
Szülei és születési éve bizonytalan, első név szerinti említése az 1670-es évekből származik. A korabeli beszámolók szerint a 17. század folyamán több moszkitó király is ellátogatott Angliába, de neveik nem maradtak fenn. Egyikőjük leszármazottja, Oldman is Londonba utazott, ahol találkozott I. Károly királlyal. A találkozóról származó feljegyzés jelentette az első, biztos forrást a közép-amerikai monarchia létezéséről és államfőjéről.
1699-ben egy angol követ értékes információkat kapott I. Jeremiás királytól. Pontos évszámok nem derültek ki, de biztos, hogy a királyi találkozó 1655 után történt (Jamaica angol elfoglalása). Továbbá a király megajándékozta őt egy fűzött kalappal a barátság jegyében. 
1687-es halálát követően fia, Jeremiás lett az uralkodó.

## Fordítás
Ez a szócikk részben vagy egészben  az   Oldman című angol Wikipédia-szócikk ezen változatának fordításán alapul.  Az eredeti cikk szerkesztőit annak laptörténete sorolja fel. Ez a jelzés csupán a megfogalmazás eredetét és a szerzői jogokat jelzi, nem szolgál a cikkben szereplő információk forrásmegjelöléseként.